# Горай, Владислав Викентьевич
Владислав Викентьевич Горай (укр. Владислав Вікентійович Горай; 5 августа 1967, Малин, Житомирская область — 8 июня 2025, Николаевская область) — украинский оперный певец (тенор), заслуженный артист Украины (2013), солист Одесского национального академического театра оперы и балета.

## Биография
Родился в 1965 году в городе Малин Житомирской области. В 1988 году окончил музыкально-педагогический факультет Винницкого педагогического института им. М. Коцюбинского по специальностям фортепиано, вокал и дирижирование. В том же году поступил в Одесскую консерваторию (ныне — Национальная музыкальная академия им. А. Неждановой), где обучался в классе народного артиста Украины Николая Огренича.

## Творческая деятельность
С 1993 года — солист Одесского национального академического театра оперы и балета. Лауреат национального конкурса камерной музыки в Хмельницком и Международного конкурса вокалистов имени Антонина Дворжака в Карловых Варах (Чехия). В 2013 году удостоен звания заслуженного артиста Украины.
Гастролировал в Румынии, Испании, Италии, Франции, Великобритании, Канаде, США, Израиле и других странах. Выступал на сценах Рима, Лиона, Страсбурга, Парижа, Амстердама, Цюриха, Брюсселя, Лиссабона, Кишинёва, Алматы и Лондона.

## Репертуар
Исполнял более 20 оперных партий, включая:
- Граф Альмавива («Севильский цирюльник» Дж. Россини)
- Герцог и Альфред («Риголетто» и «Травиата» Дж. Верди)
- Рудольф («Богема» Дж. Пуччини)
- Лирник («Екатерина» А. Родина)

## Гибель
8 июня 2025 года погиб в Николаевской области Украины во время выполнения волонтёрской миссии. Одесская национальная опера выразила глубокие соболезнования, отметив его вклад в искусство и общественную деятельность. Похоронен на родине в Малине Житомирской области.